# فس فسترول
فس فسترول (به انگلیسی: Fosfestrol)
رده درمانی: داروهای درمان سرطان
فس فسترول یک استروژن سنتتیک است که به عنوان یکی از داروهای درمان سرطان به کار می‌رود.